# Epierus decipiens
Epierus decipiens är en skalbaggsart som beskrevs av J. L. Leconte 1851. Epierus decipiens ingår i släktet Epierus och familjen stumpbaggar. Inga underarter finns listade i Catalogue of Life.